# 天願大介
天願 大介（てんがん だいすけ、本名：今村 大介、1959年12月14日 - ）は、日本の脚本家、映画監督。日本映画大学映画学部長を経て2017年より学長。「天顔大介」という表記は誤りである。三池崇史監督とのコラボレーションで知られている。

## 経歴・人物
映画監督今村昌平の長男として東京都に生まれる。今村昌平が設立した日本映画学校で専任講師をし俳優科担任も受け持つ。
東京都立秋川高等学校卒業後、琉球大学法文学部に入学。卒業後の1983年、寺山修司監督の『さらば箱舟』に美術スタッフとして参加する。高校時代の同級生にミュージシャンの直枝政広、先輩に浅野祥之がいる。
1984年新潮社に入社後は、雑誌編集などをしていたが、1990年、初めて脚本・監督をつとめた『妹と油揚』でPFF（ぴあフィルムフェスティバル）審査員特別賞などを受賞し、バンクーバー国際映画祭などから招待を受け、高評価を受ける。
1991年、新潮社を退社し、『アジアンビート／アイラブニッポン』で脚本・監督をこなし、長編映画デビューをする。その後、林海象監督の『私立探偵・濱マイク』シリーズの脚本を担当する。
1993年、障害者プロレス団体、「ドッグレッグス」を追った長編ドキュメンタリー『無敵のハンディキャップ』を製作し、大きな反響を呼ぶ。
また、父・昌平監督の『うなぎ』、『カンゾー先生』、『赤い橋の下のぬるい水』の共同脚本も手がけた。
1995年、アスキーより雑誌メディアとして初めてのCD-ROMを使ったドラマ連載『12 twelve ～ 天願大介の12幕～』を発表。出演は阿部寛、ルビー・モレノ、宙也、三上寛、佐野史郎、髙嶋政宏ら。月刊誌「TechWin」付録CD-ROMに収録。
2002年、アメリカ同時多発テロ事件とその後の世界について世界の映画監督が短編を競作した『11'09''01/セプテンバー11』に日本から参加した父・昌平の作品の脚本を担当した。
同年、中途障害者になった青年が合気柔術に魅せられ自分の道を見つけていく姿を描いた『AIKI』を「日活創立90周年記念作品」として発表し、高い評価を得るとともに、興行的にも大成功を収めた。
2006年11月、乙一原作の小説を映画化した『暗いところで待ち合わせ』が公開。
佐藤友哉原作の『デンデラ』が、2011年6月公開された。主演は浅丘ルリ子。この映画は姥捨伝説をもとに描かれており、父・昌平監督の代表作『楢山節考』と通じるところがある。

## 主な作品

### 監督
- 妹と油揚 （1990年）　脚本：天願大介
- アジアン・ビート（日本編）アイ・ラブ・ニッポン （1991年）　脚本：天願大介
- 無敵のハンディキャップ （1993年）
- WOWOW開局5周年特別企画　リョーコ!! 第3話 （1996年）　脚本：天願大介[1]
- AIKI （2002年）　脚本：天願大介
- 暗いところで待ち合わせ （2006年）　原作：乙一　脚本：天願大介
- 世界で一番美しい夜 （2008年）
- デンデラ（2011年）
- 引き際（2011年） 脚本：天願大介　※舞台演出
- 魔王 （2014年）　脚本・製作
- 赤の女王 牛る馬猪ふ ゴルバチョフ（2014年）　脚本・製作

### 脚本・脚色
- 音曲の乱（1992年）　脚本　監督：林海象（オリジナルビデオ）
- 我が人生最悪の時（1994年）　脚本　監督・脚本：林海象（『濱マイク』シリーズ第一作）
- 遥かな時代の階段を（1995年）　脚本　監督・脚本：林海象（『濱マイク』シリーズ第二作）
- 罠　THE TRAP（1996年）　脚本　監督・脚本：林海象（『濱マイク』シリーズ第三作）
- うなぎ （1997年）　脚色　原作：吉村昭　監督・脚色：今村昌平
- カンゾー先生（1998年）　脚色　原作：坂口安吾　監督・脚色：今村昌平
- BLOOD　狼血（1999年）　脚本　監督：鈴木浩介
- オーディション（2000年）　脚本　原作：村上龍　監督：三池崇史
- 赤い橋の下のぬるい水（2001年）　脚本　原作：辺見庸　監督・脚本：今村昌平
- インプリント〜ぼっけえ、きょうてえ〜（2005）　脚本　監督：三池崇史
- 11'09''01/セプテンバー11 日本編（2002年）　脚本　監督：今村昌平
- 探偵事務所5″〜5ナンバーで呼ばれる探偵達の物語〜（2005年）　脚本　監督・原作・脚本：林海象
- 泥の惑星（2009年）　脚本　監督 : 井土紀州
- 世界に理由はない。だから（2009年）　脚本
- 十三人の刺客（2010年）　脚本
- アンジーのBARで逢いましょう（2025年）脚本

### 書籍
- 猪木寛至自伝（猪木寛至著、天願が構成を担当）新潮社 2000
  - アントニオ猪木自伝 新潮文庫 2002
- AIKI 角川文庫 – 2002/10/1
- 皇帝の牌 原作：天願大介&庄司信晴 漫画：高野洋 ヤングジャンプコミックス) コミック – 2004/2/19
- 女優以前、以後。 新潮社 2004/10/22
- オバー自慢の爆弾鍋 1 原作：天願大介　作画：こせきこうじ　 (マンサンコミックス) コミック – 2008/6/28

## 受賞
- 第17回高崎映画祭 若手監督グランプリ『AIKI』
- 第34回日本アカデミー賞優秀脚本賞『十三人の刺客』[2]
- 第32回ヨコハマ映画祭 脚本賞『十三人の刺客』